# NGC 4425
NGC 4425 је спирална галаксија у сазвежђу Девица која се налази на NGC листи објеката дубоког неба.
Деклинација објекта је + 12° 44' 5" а ректасцензија 12h 27m 13,3s. Привидна величина (магнитуда) објекта NGC 4425 износи 11,9 а фотографска магнитуда 12,8. Налази се на удаљености од 16,8000 милиона парсека од Сунца. NGC 4425 је још познат и под ознакама UGC 7562, MCG 2-32-59, CGCG 70-91, VCC 984, PGC 40816.